# دیو ویلیامز (خواننده)
دیو ویلیامز (انگلیسی: Dave Williams; ۲۹ فوریهٔ ۱۹۷۲ – ۱۴ اوت ۲۰۰۲) خواننده گروه هوی متال درونینگ پول بود.
در ۱۴ اوت ۲۰۰۲ جسد ویلیامز در اتوبوس تور گروه در مناسس، ویرجینیا پیدا شد. بعد از کالبدشکافی مشخص شد که او بر اثر نارسایی قلبی ناشی از کاردیومیوپاتی هیپرتروفیک (بیماری عضله قلب) جان داده‌است. بیماری او تا زمان مرگش تشخیص داده نشده‌بود.